# Просвіта на Поліссі
Українське товариство «Просвіта» на Поліссі (1923—1939) — українська культурно-просвітницька організація Поліського воєводства. Верховний орган — Загальні збори організації. Зареєстрована рішенням Поліського воєводського управління № 161. Мала тісні контакти з львівською Просвітою і товариством Рідна школа. Причиною заснування окремої просвітянської організації були перепони в поширенні українських організацій Галичини на Волині і Поліссі.

## Організаційна структура
Виникла на базі міських Просвіт Берестя і Кобриня. В моменті найбільшого розквіту мала 127 читалень і 1754 члени в Берестейському, Кобринському, Пружанському, Дорогичинському, Пинському, Столинському повітах Поліського воєводства. Найчисельнішою була берестейська читальня.

## Просвітянська діяльність
Учасник акцій шкільного плебісциту. Організатор просвітянських курсів. Власник «української приватної 7-клясової початкової школи імені Олекси Стороженко в Бересті». Сприяло популяризації національного театру, зросту мережі українських бібліотек.
13 січня 1924 року на Старий Новий рік в помешканні Берестейської Просвіти відбулася ялинка для дітей. Стараннями жіночої секції ялинка була добре організована. Брали участь 50 українських дітей, 20 з яких декламували вірші, співали колядки і пісні та танцювали. Рада товариства подбала за подарунки і кожна дитина отримала торбинку солодощів та книжки які особисто передав посол сейму Василь Дмитріюк.
19 січня 1924 року на Водохреща у міському театрі, стараннями Просвіти був влаштований вечір який включав виставу "У Різдвяну ніч" та українські пісні і танці.
20 січня 1924 року в приміщенні Берестейської Просвіти було представлено молодим співробітником культурно-освітньої секції А. Крижанівським  реферат на тему: Гетьман Богдан Хмельницький, який всебічно охарактеризував добу Хмельниччини.

## Ліквідація
Причиною збільшення репресій проти Просвіти на Поліссі було вбивство міністра внутрішніх справ Броніслава Перацького. В 1934 році голову організації Павла Артемюка поміщено до табору в Березі. В 1934 році ліквідовано школу ім.Олекси Стороженко. Знята з реєстрації рішення поліського воєводи Костека-Бернацького. Формально організація існувала до моменту цілковитої ліквідації в лютому 1939 року.

## Голови
- Василь Дмитріюк
- Володимир Криницький
- Павло Артемюк

## Наслідки
Пам'ять про діяльність «Просвіти на Поліссі» сприяла відродженню просвітянського руху в Кобрині і Малориті в 90-і роки XX століття. Спадкоємцем вважало себе товариство Просвіта Берестейщини.